# Antheraea mexicana
Antheraea mexicana är en fjärilsart som beskrevs av Arthur Schüssler 1936?. Antheraea mexicana ingår i släktet Antheraea och familjen påfågelsspinnare. Inga underarter finns listade i Catalogue of Life.